# Phyllonorycter intermixta
Phyllonorycter intermixta là một loài bướm đêm thuộc họ Gracillariidae. Loài này có ở Québec và Hoa Kỳ (Connecticut, Ohio, Rhode Island và Vermont).
Ấu trùng ăn Corylus americana. Chúng ăn lá nơi chúng làm tổ.